# Micracanthia utahensis
Micracanthia utahensis är en insektsart som beskrevs av Drake och Hottes 1955. Micracanthia utahensis ingår i släktet Micracanthia och familjen strandskinnbaggar. Inga underarter finns listade i Catalogue of Life.